# Wellman-Nunatak
Der Wellman-Nunatak ist ein kleiner Nunatak mit einem Durchmesser von rund 300 m im ostantarktischen Enderbyland. Er ragt in einer Entfernung von 65 km zu den Knuckey Peaks auf.
Das Antarctic Names Committee of Australia benannte ihn nach Peter Wellman, einem Geophysiker des Australian Bureau of Mineral Resources, der den Nunatak zwischen 1976 und 1977 besuchte.